# エフエム浦安

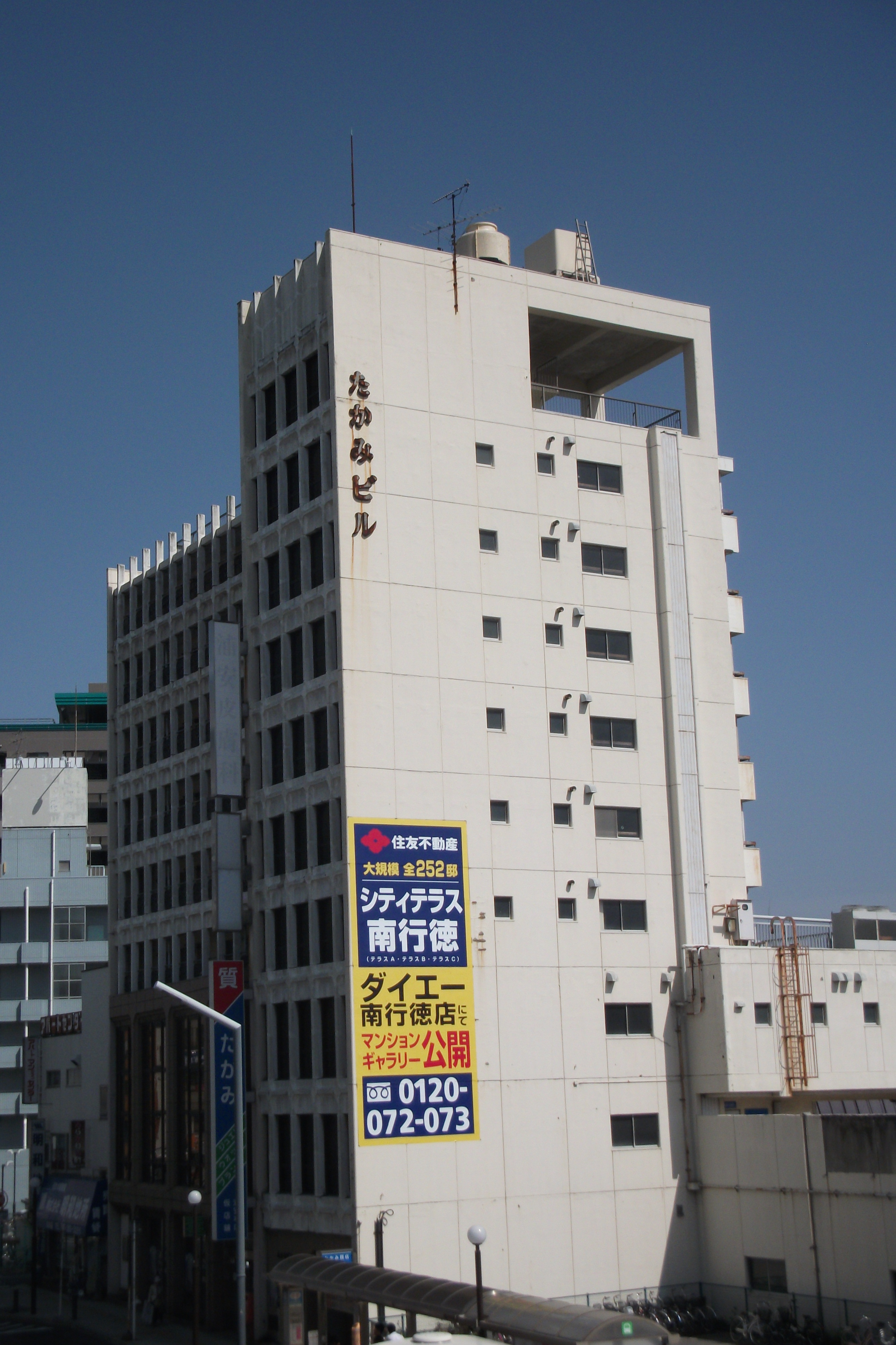
2013年5月まで本社、演奏所、送信所が入居していた「たかみビル」

エフエム浦安株式会社（エフエムうらやす）は、千葉県浦安市と市川市の各一部地域を放送対象地域として超短波放送（FM放送）を行う特定地上基幹放送事業者である。
市川うららFM、I&U-LaLa FM83の愛称でコミュニティ放送を行う。

## 概要
1998年（平成10年）に開局した。
開局当初は浦安市猫実のたかみビルに本社・演奏所（スタジオ）・送信所を置き、放送局（現在の特定地上基幹放送局）の呼出符号はJOZZ3AY-FM、呼出名称はエフエムうらやす、周波数83.6MHz、空中線電力は5Wで放送区域は浦安市の一部地域であった。放送対象地域も浦安市の一部地域であった。FMうらら、FM U-LaLaの愛称で、浦安市とその周辺区域が聴取エリアだった。
2013年（平成25年）には本社・スタジオ・送信所を猫実から北栄のAquila Urayasu Uno (アクイラウラヤスウノ）に移転した。
2017年（平成29年）、前年に破産した市川エフエム放送の機材を取得し、本社・演奏所・送信所を市川市八幡に移転した。7月14日から愛称を変更し、市川エフエム放送が使用していた周波数83.0MHz、空中線電力20W、垂直偏波により放送を開始した。聴取エリアも市川市と浦安市、及びその周辺区域に広がった。電波法令上は、特定地上基幹放送局の設置場所、周波数、空中線電力の変更であって呼出符号JOZZ3AY-FMの変更はない。事業譲渡や法人の合併による免許人の地位承継ではないため、市川エフエム放送の事業は承継していない。
ジェイコム千葉は浦安地区で85.0MHz、市川地区で84.4MHzで再送信している。インターネット配信はJCBAインターネットサイマルラジオによる。また一部番組は「WEBラジオ」としてオンデマンド配信をしている。
浦安市、市川市とは災害時の放送に関する協定を締結している。

## 沿革
- 1996年（平成8年）5月20日 - エフエム浦安株式会社設立[4]。
- 1998年（平成10年）
  - 2月23日 - 放送局の予備免許取得[8]。
  - 3月16日 - 放送局の免許取得[2][9]。
  - 3月22日 - 開局[9]。
- 1999年（平成11年）6月4日 - 浦安市と「災害時における災害広報活動の協力に関する協定」を締結[10]。
- 2013年（平成25年）
  - 4月1日 - JCBAインターネットサイマルラジオによるインターネット配信を開始[11]。
  - 5月27日 - 本社・スタジオ・送信所を猫実から北栄に移転[12]。
- 2017年（平成29年）
  - 7月14日 - 未明に83.6MHzでの放送を終了、スタジオ・送信所を浦安市北栄から市川市八幡に移転、83.0MHzでの放送を開始[5]。
  - 7月19日 - 本社を浦安市北栄から市川市八幡に移転[13]。
- 2018年（平成30年）7月6日 - 市川市と「災害情報の放送に関する協定」を締結[14]。

## 主な自社制作番組
2023年（令和5年）12月現在
- 午後3時のうららかラジオ!（月 15:00 - 16:00）
- 月 17:30 - 18:00 コーターズのただいま沸騰中!
- 月 18:00 - 18:30
  - （第1・第3）うちの猫探してます（休）
  - （第2・第4）美姫ヒカル子のときめきgood TIME♥
  - （第5）Music Journal
- 月 18:30 - 19:00 著者に聴いてみた
- 月 19:00 - 19:30
  - （第1・第3）セカンドベース
  - （第2・第4・5）Music Journal
- 月 19:30 - 20:00
  - （第1・第3）ぽけとん!
  - （第2・第4）上田医院presents上田聡＆石井哲也の目からうろこなお話
  - （第5）Music Journal
- 月 20:00 - 20:30 モーニングベルのモニベルエンタメラボ
- 月 20:30 - 21:00 CIMS週替わり番組
- 月 21:00 - 21:30
  - （第1・3週）幸せを呼ぶ腸内フローラ～今日も絶好腸!～
  - （第2・4週）終末のバンギア。のモノクローム・ミュージカ
  - （第5）Music Journal
- 火 17:30 - 18:00 押しの時間
- 火 18:30 - 19:00 ウィンディーズマニア!シャバダバ!
- 火 19:00 - 19:30 マダムソングライターひろねのおほほ部屋
- 水 19:00 - 19:30 マッスル力也の超ビッグWednesday
- 水 20:30 - 21:00 年中いつでもお祭り騒ぎ☆剱神祭☆
- 木 18:00 - 18:30 うたぱん（休）
- 金 18:30 - 19:00 Muscle Radio Killed the Video Star～略してマスラジ～
- 金 19:00 - 19:30 ルピナスTIME
- 金 19:30 - 20:00 スタラジ
- 金 22:00 - 22:15 江口まさるのMurphy's Law
- 金 22:15 - 22:30 TWOFACEのOver The Top
- 金 23:30 - 翌日24:00 0からのメッセージ
- 土 12:00 - 12:30 三橋加奈子のSaturday Bell
- 土 12:30 - 13:00 央の癒し・六花寸評集
- 土 13:00 - 13:30 央の癒し・ユリアの館
- 土 13:30 - 14:00 Diamond Saturday
- 土 15:30 - 16:00 LoveReadプレゼンツ　言葉の宝箱～コトバコ～
- 土 16:30 - 17:00 MVAのライフリンク
- 土 17:30 - 18:00 Sunset Breeze
- 土 18:00 - 18:30 エンターテイナー育成ラジオ「#ER21」
- 土 18:30 - 18:45 アルファイズム
- 土 18:45 - 19:00 おしゃバカレイディオ
- 土 19:30 - 20:00 しまだあやふみのやってみnight!
- 土 20:00 - 20:30 真優のBinaural Station
- 土 21:00 - 21:30 THE SOUTH OF SKYのRadio I can fly!
- 日 11:30 - 12:00 中島加寿代のときめきウィンド
- 日 12:30 - 13:00 まいラバ ～My Life's Bible～
- 日 16:00 - 16:30 赤石智の夕!てぃりてぃたいむ
- 日 17:00 - 17:30 ラジオ楽しんご
- 日 19:00 - 19:30 きしのりこのほげほげRadio
- 日 19:30 - 19:45 エムケイボイスマックス・ラジオドラマ
- 日 19:45 - 20:00 JackのGo To Heaven
- 日 20:00 - 20:30 インスタントジョンソン・ゆうぞう先生の音の葉・言の葉・ハイスクール!!（または）インスタントジョンソン・じゃいのサンデーちゃん!
- 日 23:00 - 23:30 お笑い芸人ぶそんのラジオ100％
- 日 23:30 - 翌日24:00 ぽたの部屋
- 日 24:30 - 25:00 みんなのらぢお!

## その他
相互変調
2012年（平成24年）にNHK-FM東京（82.5MHz）とJ-WAVE（81.3MHz）の送信所が東京タワーから東京スカイツリーに移転した。これによりFMうらやすの放送対象地域では両局の電界強度が増大し、受信機（ラジオ）の性能によっては83.7MHzに相互変調波が発生して83.6MHzの受信に悪影響を及ぼす可能性があった。FMうらやすでは、聞きづらくなった人は連絡することを呼びかけていた。
2013年（平成25年）の送信所移転では受信状況の改善があったと発表があった。なお、2017年（平成29年）の周波数変更により、この心配はなくなった。